# Вестатівка
Вестатівка (колишнє Петрі́вське) —  село в Україні, у Нижньодуванській селищній громаді Сватівського району Луганської області. Населення становить 21 осіб. Орган місцевого самоврядування — Нижньодуванська селищна рада.

## Населення

### Мова
Розподіл населення за рідною мовою за даними перепису 2001 року:
| Мова       | Кількість | Відсоток |
| ---------- | --------- | -------- |
| українська | 46        | 95.83%   |
| російська  | 2         | 4.17%    |
| Усього     | 48        | 100%     |